# خلیص
خلیص (به عربی: خلیص) یک منطقهٔ مسکونی در عربستان سعودی است که در استان مکه واقع شده‌است.